# Анин Чудотворац
Анин чудотворац је био родом од Халкидона. Био је мален растом. Одрекао се света у својој петнаестој години и настанио близу реке Еуфрат у једној изби где се испаштао и Богу молио, најпре код свог учитеља Мајума, а по његовој смрти сам. Хришћани верују да је силом своје молитве напунио сув бунар водом, исцељивао болеснике од разних мука и кротио звери. Један укроћен лав био је код њега стално на служби. Прозирао је у даљину. Хришћани такође верују да када су недалеко од њега једнога столпника, Пионија, напали и изубијали разбојници тако да је овај размишљао да сиђе са столпа и иде да се тужи судијама, Свети Анин је прозрео у душу тога столпника и његове намере, и послао му писмо по своме лаву, да се остави своје намере, да опрости нападачима, и да продужи свој подвиг. Био је веома милосрдан. Епископ новокесаријски поклонио му је једног магарца, да му олакша доношење воде са реке, али он је поклонио магарца неком сиромаху, који му се потужио на сиромаштину. Епископ му је поклонио другог магарца, али он и њега поклони. Тада му је епископ дао трећег магарца, али само на послугу, као водоношу, с тим да му га мора чувати и вратити. Пред смрт је видео да му долази Мојсеј, Арон и Ор, и где га зову: "Анине, Господ те зове, устани и пођи с нама!". То је он рекао својим ученицима, и преминуо. Анин чудотворац је преминуо у својој стодесетој години живота.
Српска православна црква слави га 18. марта по црквеном, а 31. марта по грегоријанском календару.